# Широколанівська сільська рада
Широколані́вська сільська́ ра́да — колишній орган місцевого самоврядування в Веселинівському районі Миколаївської області. Адміністративний центр — село Широколанівка.

## Загальні відомості
- Територія ради: 5,764 км²
- Населення ради: 2 437 осіб (станом на 2001 рік)

## Населені пункти
Сільській раді підпорядковані населені пункти:
- с. Широколанівка
- с. Піщаний Брід

## Склад ради
Рада складається з 16 депутатів та голови.
- Голова ради: Попко Петро Полікарпович
- Секретар ради: Чорній Людмила Анатоліївна

### Керівний склад попередніх скликань
| ПІБ                      | Основні відомості                                                         | Дата обрання | Дата звільнення |
| ------------------------ | ------------------------------------------------------------------------- | ------------ | --------------- |
| Попко Петро Полікарпович | Сільський голова, 1955 року народження, освіта вища, безпартійний         | 26.03.2006   | 31.10.2010      |
| Попко Петро Полікарпович | Сільський голова, 1955 року народження, освіта вища, член Партії регіонів | 31.10.2010   |                 |

Примітка: таблиця складена за даними сайту Верховної Ради України